# لجنة متابعة الدقة في تقارير الشرق الأوسط في أمريكا
إن لجنة متابعة الدقة في تقارير الشرق الأوسط في أمريكا (CAMERA) هي مؤسسة أمريكية غير ربحية مناصرة لدولة إسرائيل “هي مؤسسة لمراقبة وسائل الإعلام ومؤسسة بحثية وعضوية مخصصة لتعزيز التغطية الدقيقة والمتوازنة لإسرائيل والشرق الأوسط.” وتقول المجموعة إن المؤسسة قد أنشئت عام 1982 “للرد على تغطية جريدة واشنطن بوست للاجتياح الإسرائيلي للبنان”, وللرد على ما تراه «تحيزًا عامًا من وسائل الإعلام ضد إسرائيل».
وتشتهر تلك اللجنة بمراقبتها لوسائل الإعلام المناصرة لإسرائيل والدفاع عنها. وتصدر اللجنة تقاريرها لمواجهة ما تسميه «تكرار التمثيل غير الدقيق والمشوه لإسرائيل وللأحداث التي تقع في الشرق الأوسط» والتي ترى أنه قد يشعل الإجحاف لمعاداة الصهيونية ومعاداة السامية. وتحشد المجموعة المتظاهرين ضد ما تصفه بأنه تغطية إعلامية غير عادلة من خلال إصدار إعلانات تأخذ صفحة كاملة في الجرائد، وتنظم المجموعة المظاهرات، وتحث الرعاة على التوقف عن التمويل. ولقد اشترك في اللجنة ما يزيد عن 65,000 يدفعون اشتراكات وتصدر منافذ الأخبار في الولايات تصحيحات اعتمادًا على أعمال تلك اللجنة.

## معلومات تاريخية
تمتلك لجنة متابعة الدقة في تقارير الشرق الأوسط في الولايات المتحدة في كبرى المدن الأمريكية وفي إسرائيل، ومن بينها مدينة نيويورك وشيكاغو وواشنطن العاصمة ولوس أنجليس وميامي وفي عام 1988 تم إنشاء فرع ومقر بوسطن وتولت إ دارته أندريا ليفين؛ وأصبح تشارلز جاكوب نائب مدير فرع بوسطن.
في عام 1991 خلفت ليفين وينيفريد ميسلمان كمدير تنفيذي للجنة. وفقًا لموقع المؤسسة، تزايد عدد أعضاء اللجنة من 1000 عضو عام 1991 إلى 55000 عام 2007 ويترأس مكتب اللجنة في واشنطن إيريك روزنمان.
ولقد اختارت جريدة زا فوروارد عام 2002 المدير التنظيمي للجنة والمساهم الدائم في جيروزليم بوست أندريا ليفين باعتبارها خامس أكثر مواطن يهودي تأثيرًا في أمريكا، وقالت "لقد كانت مراقبة وسائل الإعلام حربًا عظيمة بالوكالة، وكانت القائدة هي الجنرال أندريا ليفين.

## هيكل اللجنة وهيئتها وأنشطتها
على الموقع الرسمي للجنة متابعة الدقة في تقارير الشرق الأوسط في أمريكا، وصفت اللجنة نفسها بأنها "مؤسسة لمراقبة وسائل الإعلام ومؤسسة بحثية وعضوية مخصصة لتعزيز التغطية الدقيقة والمتوازنة لإسرائيل والشرق الأوسط" وتقدم المؤسسة "الدعم للتغطية القوية مع تثقيف مستهلكي الأخبار حول مشكلات الشرق الأوسط ودور الإعلام." وتستمر اللجنة في وصف نفسها بأنها "مؤسسة غير متحيزة" لا "تتخذ موقفًا تجاه المشكلات السياسية الأمريكية أو الإسرائيلية أو تجاه الحلول النهائية للصراع العربي الإسرائيلي.” ولقد اشتكت اللجنة عام 2008 من أن مؤتمر رؤساء كبرى المؤسسات الأمريكية اليهودية (التي هي أحد أعضائه) لم يستشر اللجنة قبل إلغاء دعوة المرشحة الجمهورية لمنصب نائب رئيس الولايات المتحدة سارة بالين إلى تظاهرة مناهضة للرئيس محمود أحمدي نجاد rally. ولقد انتقدت اللجنة أيضًا المؤسسة الإسرائيلية غير الحكومية بتسليم نتيجة لبعض تقاريرها حول إسرائيل.
عندما ترصد اللجنة معلومة غير صحيحة في إحدى وسائل الإعلام، فإنها تقول إنها تجمع المعلومات وترسل النتائج وتطلب تصحيحًا مطبوعًا أو منشورًا. وتذكر اللجنة 46 مصدرًا إخباريًا قاموا بإصدار تصحيحات اعتمادًا على أعمال اللجنة. وتنشر المؤسسة أيضًا دراسات أحادية حول موضوعات ترتبط بالصراع العربي الإسرائيلي. ويذكر موقع الويب الخاص بـ مركز القدس للعلاقات العامة أنه يشترك في اللجنة 55000 عضو دافع وآلاف من الكتاب النشطين.
إن لجنة متابعة الدقة في تقارير الشرق الأوسط في أمريكا أحد أعضاء الدائرة المستديرة للحرم الجامعي في إسرائيل والتي تضم رابطة مكافحة التشهير ومركز مشروع ديفيد للقيادة اليهودية وغيرها من المنظمات المناصرة لإسرائيل. وبوصفها عضوًا في الدائرة المستديرة للحرم، تعمل اللجنة في حرم الجامعات لمكافحة ما ترى أنه «اعتداءات دعائية على إسرائيل. . . تخلق مفاهيم خاطئة وضارة عن إسرائيل» وتباشر اللجنة أعمالها فيما يقرب من 50 حرمًا جامعيًا.
تقوم اللجنة بتشغيل موقع يختص بالطلاب CAMERAonCampus.org يشتمل على معلومات متخصصة متوفرة لمواجهة المعلومات المغلوطة، ويقدم الموقع أخبارًا عن الأحداث في الجامعات ويقدم معلومات عن الأشخاص والأفلام والكتب التي تتناول الصراع. وتقدم اللجنة أيضًا مساعدة فردية للطلاب الذين تواجههم بعض المعلومات المغلوطة حول الشرق الأوسط في منشورات الجامعة، وفي الإعلانات والتظاهرات والتدريس الطلابي، والتي يمكن القراءة عنها في مدونة حرم اللجنة In Focus. ويتكون قسم الحرم في اللجنة من مدير برامج الطلاب، أفيفا سلوميخ، وزميلة الحرم سمانثا ماندليز والمنسق الإقليمي للحرم جيلاد سكولنيخ، الذي يعمل أيضًا رئيس تحرير موقع CAMERAOnCampus.org. وبالنسبة للطلاب الجامعيين الذين يريدون كتابة مقالات رأي وتنظيم أحداث مناصرة لإسرائيل في الحرم، تقدم اللجنة مواقف تمثيل للطالب تتضمن تعويضات وتدريبات في إسرائيل.

## الانتقادات التي تقدمها اللجنة
من أمثلة المؤسسات والأعمال التي انتقدتها اللجنة:

### مراسل قناة إيه بي سي نيوز ليتر جينينغز
«لقد كنا نعتبره لفترة طويلة معاديًا لإسرائيل»، هذا هو تعليق مؤسسة اللجنة أندريا ليفين على بيتر جينينغز، بعد واقعة اختلاف اللجنة وكذلك مراجعة القدس بكولومبيا، مع جينينغز وقناة أيه بي سي نيوز على خلفية رفضهم تصحيح اقتباسات خاطئة منسوبة لـ بنيامين نتنياهو.

### الإذاعة الوطنية العامة
يؤكد تقرير اللجنة "تسجيل لحالة تحيز: تغطية الإذاعة الوطنية العامة للصراع العربي الإسرائيلي: 26 سبتمبر – 26 نوفمبر 2000" (2001) أن "تغطية الإذاعة الوطنية العامة المتعلقة بـ الصراع العربي الإسرائيلي تشوهت لفترة طويلة نتيجة الميل السافر ضد إسرائيل والتحيز الشديد والخطأ والافتقار إلى التوازن العام.” ولقد دعمت اللجنة حملة مقاطعة الإذاعة الوطنية العامة وطالبت بإطلاق النار على محرر الشئون الخارجية بالإذاعة لورين جينكينز. وتقول اللجنة إن جينكينز لديه سجل طويل من التحيز لصالح الآراء الفلسطينية وسمح لأفكاره الشخصية بأن تنحرف بتغطية الإذاعة. وتقول اللجنة أيضًا إن جينكينز قد قارن في كتاباته بين إسرائيل وألمانيا النازية، وإنه يشير لإسرائيل باسم "المستعمرة".
صرح محقق الشكاوى في الإذاعة الوطنية العامة آنئذٍ جيفري دفوركين في مقابلة عام 2002 أن اللجنة تستخدم مقاطع انتقائية وتعريفات شخصية لما ترى أنه تحيز مناصر لفلسطين عند وضع نتائجها، وأنه يشعر أن حملة اللجنة كانت بمثابة «مكارثية، وأن هذا يضربنا في مقتل صراحةً ويتسبب في تشكيك الناس في التزامنا بنقل القصة بنزاهة. وهي تفاقم المخاوف الشرعية لدى الكثيرين في المجتمع اليهودي حول بقاء إسرائيل.»

### موسوعة إنكارتا
في مقالة نُشرت أصلاً في جريدة جيرزوليم بوست ثم نشرت على الموقع الرسمي للجنة، وصفت أندريا ليفين، المدير التنفيذي للجنة، موسوعة إنكارتا الرقمية متعددة الوسائط من إنتاج مايكروسوفت بأنها "خليط مزعج من المعلومات الثابتة والتحيز والخطأ." وبصورة خاصة، تشير ليفين إلى المقالات التي كتبها شاول كوهين من جامعة أوريجون، والتي تقول ليفين إنها "تطمس اعتداءات العرب على اليهود منذ زمن الانتداب وحتى وقتنا هذا، كما إنها تساوي بصورة متكررة بين العنف الذي تمارسه تلك الأطراف.

### فيلم ستيفن سبيلبرغميونخ
في نقدها لفيلم ميونيخ (2005), المنشور على موقع الويب الرسمي للجنة، تذكر ليفين أن الفيلم (تعاون بين المخرج ستيفن سبيلبرغ والمؤلف -والسيناريست توني كرشنر) يروج في «موضوعه للذنب الإسرائيلي» وأن «أفعال إسرائيل في قتال معارضيها قد عرضت باعتبارها شاذة ودموية وذات نتائج عكسية.» وتستمر ليفين: «من المدهش حقًا أن تشاهد فيلم ميونخ وتدرك أن المخرج سبيلبرغ قد قدم فيلم قائمة شندلر للعالم. وهذا بعيد تمامًا عن الواقع من الناحية الفنية، ففيلم ميونح هو معالجة سينمائية تقوم على الأكاذيب.»

### ميرشيمير ووالت
نشرت اللجنة مقالة نقدية مفصلة كتبها أليكس سافيان للورقة البحثية اللوبي الإسرائيلي والسياسة الأمريكية الخارجية التي كتبها أستاذ جامعة هارفارد ستيفن والت وأستاذ جامعة شيكاغو جون ميرشيمير. ويحتج سافيان بأن الورقة البحثية "مليئة بأخطاء في الحقائق والمنطق والاختزالات، وتضم الورقة اقتباسات غير دقيقة وتعرض أحكامًا ضعيفة جدًا من حيث المصادر وتتعارض مع المقاييس العلمية الأساسية وتتجاهل الأعمال الجادة السابقة في هذا الموضوع. الخلاصة: تقريبًا كل كلمة وحجة في محل "تعارض حقيقي" أو يفترض أنها كذلك. بمعنى آخر، أن الطالب الذي سيقدم هذه الورقة البحثية سيرسب حتمًا.”

### محاربو الرب
نشرت لجنة متابعة الدقة في تقارير الشرق الأوسط في أمريكا مقالة نقدية لسلسلة الحلقات الوثائقية مقاتلو الرب للكاتبة كريستين أمان بور من إنتاج شبكة سي إن إن، ووصفت المقالة هذه الحلقات بإنها أحد أكثر البرامج المشوهة التي ظهرت على التليفزيون الأمريكي الرئيسي«، إنها» حلقات قائمة على فرضية خاطئة«و» تمثيل مثالي لتقنيات الدعاية الكلاسيكية". وردت أمان بور أن هذه الحلقات الوثائقية لم تكن معنية بالمقارنة بين الأديان، ولكنها تهدف بالأحرى إلى بيان أن "لكل عقيدة أتباعها المخلصين الحماسيين، ونحن نبين كيف أن كل واحد منهم ينشط في المجال السياسي في عالم اليوم.

### «اليهود ممن يشوهون صورة إسرائيل»
نظمت اللجنة في أكتوبر من عام 2007 مؤتمرًا تحت عنوان «اليهود ممن يشوهون صورة إسرائيل» اتهمت فيه لجنة المناظرين مجموعة من اليهود ممن ينتقدون إسرائيل، بالإضافة إلى واحدة من أبرز الصحف الإسرائيلية، هآرتز, بتقديم معلومات مشوهة وخاطئة عن إسرائيل. ولقد وصفت مديرة اللجنة أندريا ليفين المنتقدين من اليهود - من بينهم ريتشارد فالك من جامعة برنستون والكاتب نورمان فينكلستاين والمساهم في نيويورك ريفيو أوف بوكس هنري سيجمان ومحرر العمود السابق أنتوني لويس من نيويورك تايمز والأستاذ مايكل نيومان من جامعة ترنت وناشر مجلة تيكون مايكل ليرنر — بأنهم متهمون بـ «تشويه إسرائيل ظاهريًا دون أساس وبناء على أخطاء، وتوجيه اتهامات خارج السياق ضد إسرائيل.» وكان على قائمة المناظرين الكاتبة سينثيا أوزيك وعالم النفس من هارفارد [كينيث ليفين الذي ربط بين المنتقدين من اليهود وبين الأطفال الذين تعرضوا لاعتداءات متكررة.
ردًا على ذلك، أخبر أنتوني لويس جريدة نيويورك صن أن المؤتمر عبارة عن "ظاهرة هلامية" مشيرًا إلى أن الانتقاد اليهودي للسياسات الإسرائيلية ليس بالضرورة تشويهًا لتلك السياسات. ورفض ديفيد لانداو رئيس تحرير جريدة هآرتز أن يعلق على المؤتمر وذكر "إنها "مسألة سياسة ومبدأ" أن أرفض الرد على لجنة متابعة الدقة في تقارير الشرق الأوسط في أمريكا، والتي وصفها لانداو بأنها "مكارثية." ورفض أيضًا ليرنر رئيس تحرير تيكون فكرة أنها تعادي إسرائيل.

### الصراع بين إسرائيل وقطاع غزة عامي 2008 و2009
ردًا على تغطية الهجوم على قطاع غزة ما بين عامي 2008 و2009, انتقدت اللجنة تقارير لوس أنجليس تايمز, وشبكة سي إن إن، وجريدة هآرتز, والإذاعة الوطنية العامة، ووكالة الأمم المتحدة للإغاثة والتشغيل، والأطباء النرويجيين الذين مولتهم الحكومة النرويجية والذين ظهروا في المنابر الإعلامية مثل شبكة بي بي سي وسي بي إس. وذكرت اللجنة أنها ترى أن تقارير لوس أنجليس تايمز «حذفت على الدوام معلومات أساسية حول مواقع قطاع غزة التي استهدفها الجيش الإسرائيلي» و«أعطت انطباعًا خاطئًا بأن إسرائيل لا تهدف إلى الحد من حالات قتل المدنيين». وانتقدت اللجنة جريدة هآرتز بسبب «التشويش والمعلومات المغلوطة المتعلقة بالمسائل الطبية» عن «إبرازها للمستلزمات الطبية التي وردت تقارير بنقصها في قطاع غزة بينما تتجاهل جميع المساعدات الطبية التي دخلت القطاع».

### عبارات منسوبة خطئًا إلى موشي ياعلون
بدأت اللجنة مع بداية عام 2009 في البحث في انتشار اقتباس نسب خطأً وعلى نطاق واسع لـ موشيه ياعلون، «يجب أن يفهم الفلسطينيون في أعمق أعماق أنفسهم أنهم شعب مهزوم», بعد أن ذكر هذا الاقتباس الأستاذ رشيد خالدي من جامعة كولومبيا في المقالة الافتتاحية في نيويورك تايمز. ولقد تكرر هذا الاقتباس وأشكاله المختلفة سابقًا في جميع أنحاء العالم في نشرات الأخبار وفي المدونات وفي الإصدارات المرموقة مثل شيكاغو تريبيون وبوسطن جلوب وتورنتو ستار ومجلة تايم ولندن ريفيو أوف بوكس. ففكرة أن ياعلون وهو مسؤول رفيع المستوى في الجيش الإسرائيلي يعبر عن احتقاره للشعب الفلسطيني بهذه الطريقة، تؤكد على آراء بعض القراء والمعلقين بأن إسرائيل هي الدولة المعتدية وأن الفلسطينيين ضحايا لها. ولكن تبين أن ياعلون لم يصرح بهذه العبارة في لقائه عام 2002 مع جريدة هآرتز التي تذكر عمومًا بأنها مصدر هذا الاقتباس، بل تبين أنه لم يقل هذه العبارة على الإطلاق. وكنتيجة جزئية لحملة اللجنة، أصدر عدد من الجرائد الدولية، مثل نيويورك تايمز، تصحيحات.

### تغطية نيويورك تايمز للصراع الفلسطيني الإسرائيلي
أكدت اللجنة في الدراسة الأحادية التي قامت بها عام 2012 حول جريدة نيويورك تايمز أن الجريدة تُظهر ميلاً واضحًا للرواية الفلسطينية للأحداث. وتقول إن الجريدة تتعامل مع إسرائيل بناءً على معايير أكثر صراحة وتتغافل عن سياق الأحداث. وتعد الدراسة المسماة "اتهام إسرائيل في تغطية نيويورك تايمز للصراع الفلسطيني الإسرائيلي - دراسة الفترة ما بين 1 يوليو – 31 ديسمبر 2011" جزءًا من سلسلة من الدراسات الأحادية. ولقد ذكر كبير محللي أبحاث اللجنة "ريكي هولاندر" و"جيليد إني" في الملخص التنفيذي أن النتيجة الأساسية للدراسة وجود إدانة غير متناسبة ومستمرة وضمنية لإسرائيل سيطرت على قطاعي الأخبار والتعليقات. وذكر الملخص أن "الآراء الإسرائيلية يتم تجاهلها مع تضخيم التفسيرات الفلسطينية والترويج لها، لا سيما التفسيرات التي تنتقد إسرائيل. ووفقًا لـ "ريك ريتشمان", الذي يكتب في مجلة كومينتاري، فقد اختبرت الدراسة التي قامت بها اللجنة جميع أقسام الأخبار والمقالات التحريرية في النسخة المطبوعة من الجريدة والتي ترتبط ارتباطًا مباشرًا بالصراع الفلسطيني الإسرائيلي (في الفترة ما بين 1 يوليو إلى 31 ديسمبر 2011).

## آراء حول لجنة متابعة دقة تقارير الشرق الأوسط في أمريكا
لقد حظيت اللجنة بمؤيدين لها ومعارضين. جيرشوم جورينبرج، صحفي في أمريكان بروسبكت, كتب أن اللجنة «تنتهج مسار أورويل» وأنها «مثل غيرها انخرطت في حروب كلامية، فلم تعِ الفارق ما بين المناصرة والدقة». ووصف نقاد آخرون اللجنة بأنها جماعة ذات مصالح خاصة تحارب من أجل تحقيق التحيز لصالح إسرائيل. ولقد ساعد إيلي فيزيل الناجي من المحارق النازية والسيناتور الأمريكي جو ليبرمان وأستاذ القانون في جامعة هارفارد آلان ديرشوتز، والوزير السابق في الحكومة الإسرائيلية ناتان شاراناكي اللجنة في جهود جمع التبرعات من خلال الحديث في المؤتمر القومي. ريتشارد لانديس، أستاذ مشارك في جامعة بوسطن ذكر أن «أعمال اللجنة تبين أنهم يهتمون باستخدام العقل والنقل مع المصادر» وأن من يرفضون أعمال اللجنة «يعتمدون على الرفض على نفس مستوى التحيز مثل ما يتهمون به الآخرين.» روبين شيفرد وصف اللجنة أنها مؤسسة مرموقة. ولقد كان مندوب الولايات المتحدة توم لانتوس فيما مضى في المجلس الاستشاري للجنة.

### بوسطن غلوب
- في ملف عن المؤسسة عام 2003 في بوسطن غلوب, لاحظ مارك جوركويتز:[49]

«بالنسبة لمؤيدي اللجنة، تعتبر اللجنة من الناحية المجازية - ومن الناحية الحرفية - تقوم بأعمال ربانية وتحارب التحيز الخبيث ضد إسرائيل في وسائل الأعلام. بينما يرى معارضوها أن اللجنة تعتبر جماعة ذات مصالح خاصة مصابة بقصور النظر وتحمل دوافع انتقامية وتحاول فرض آرائها على التغطية الإعلامية. ... وبالنسبة لكثيرين في مجال الإعلام تعد اللجنة .... جماعة دفاعية تسعى لفرض آرائها المناصرة لإسرائيل على الصحافة الرئيسية.»

### تقرير واشنطن حول شؤون الشرق الأوسط
- انتقد ميتشيل كيدي، في مجلة تقرير واشنطن لشئون الشرق الأوسط, جهود اللجنة للضغط على مكتبات الجامعات للتخلص من الكتب التي ترى المؤسسة أنها عدائية.[51] ولقد انتقدت اللجنة المؤسسة بكونها «تعادي إسرائيل بخبث».[54]

### الصحفيون
- وصف الصحفي والمؤلف روبرت أي فريدمان في جريدة زا نيشن عام 1987 اللجنة بأنها تشكلت في مطلع الاجتياح الإسرائيلي للبنان عام 1982 "لإبقاء الصحافة الأمريكية على الخط" مع ملاحظة أن أنشطة المؤسسة في ذلك الوقت تضمنت نشر نشرات إخبارية ووضع إعلانات في كريسشان ساينس مونيتور وذا نيو ريببلك لدعم سياسات إسرائيل الاستيطانية في الضفة الغربية. ووفقًا لما ذكره فريدمان "لا تريد لجنة متابعة الدقة في تقارير الشرق الأوسط في أمريكا ولا مؤسسة أيه دي إل ولا أيباك تحقيق النزاهة، بل يريدون التحيز لصالحهم. وهم على استعداد لاستخدام الأساليب الماركثية بالإضافة إلى النفوذ والمال من لجنة العمل السياسي المناصرة لإسرائيل للحصول على كل ما تريده إسرائيل.
- في كتابه الصادر عام 2006 محرر عمومي #1, أعرب المحرر العمومي السابق في نيويورك تايمز دانيل أوكرينت عن امتنانه للجنة باعتبارها نموذجًا بارزًا للمؤسسات التي «تحافظ على مستوى العدالة وانفتاح الاتصالات بغض النظر عن مقدار اختلافهم» مع ما يذكره في أعمدته.[55]
- كاتبًا عن الانتقادات التي وجهتها له اللجنة هو وزملائه، كتب جيرشوم جورنبرج الصحفي العامل في القدس أن "ليست من وظيفة الصحافة أن تقوم بوظيفة العلاقات العامة لأية حكومة. وحتى تقوم اللجنة بهذه الوظيفة بطريقة مباشرة ومحترمة سيعتبر الصحفيون هذا التشابك العرضي مع جهة المراقبة دليلاً على أنهم يقومون بوظيفتهم.
- كتب "إيان مايز"، رئيس منظمة نيوز أوبدمين في بريطانيا"، عام 2006 أنه يرى أن الأساليب التي تتبعها اللجنة تتخطى حاجز دعوات المصداقية. ثم تحدث عن حملة اللجنة ضد تقارير الشرق الأوسط التي تقدمها الإذاعة الوطنية العامة، وقال إن اللجنة حاولت التأثير على مؤيدي الإذاعة لسحب تمويلهم.[56]

### الجريدة اليهودية للوس أنجليس الكبرى
- متحدثًا عن محاولات اللجنة لحث كنيسة باسادانا، كاليفورنيا المحلية على إلغاء مشاركة للناشط الفلسطيني الكاهن ننعيم عتيق، كتب "روب إشمان" رئيس تحرير الجريدة اليهودية للوس أنجليس الكبرى "أشعر دومًا بالحذر عندما تقتحم الجماعات اليهودية المدينة لمحاولة إنقاذنا من البشر الأشرار. فلدينا العديد من جماعات الدفاع اليهودية ثاقبة البصر المحلية التي يمكنها القتال نيابةً عنا. فنحن نشعر بقليل من التنازل عندما يعتقدون أننا سذج لا نعرف كيف نقاتل ومتى نقوم بذلك، هنا في ثاني أكبر مدينة يهودية في أمريكا. ثم بين "إشمان" لاحقًا أن نقده هذا موجه على وجه التحديد للجنة متابعة الدقة في تقارير الشرق الأوسط في أمريكا لطريقة تعاملها مع زيارة "عتيق" وليس موجهًا للمؤسسة بوجه عام. وكتب "أعتقد أن اللجنة، التي وجدتها في كثير من الأحيان مفيدة وعلى صواب، قد جعلت الأمور أسوأ في هذه الحالة".[57]

### مركز الدراسات شرق الأوسطية
- في عام 2005 قام دونالد واجنر، المدير التنفيذي لمركز الدراسات شرق الأوسطية والأستاذ المشارك في جامعة نورث بارك للأديان ودراسات الشرق الأوسط،[58] وصف المؤسسة بأنها "مصدر يشتهر جيدًا بالتطرف في الدعاية المناصرة لإسرائيل وتواجهها دومًا منظمات حقوق الإنسان الإسرائيلية والدولية ومنظمات السلام نتيجة إساءتها الدائمة في تفسير الحقائق في الصراع الإسرائيلي الفلسطيني.”[59]

### أتلانتا جورنال كونستيتوشن
أتلانتا جورنال كونستيتوشن وصفت المكانة التي احتلتها اللجنة في نقاش بين مختلف الجماعات اليهودية حول بيانات الرئيس الأمريكي الأسبق جيمي كارتر. وقال الحاخام مارفن هير، مؤسس مركز سيمون ويسينثال لم يكن من الصواب أن نتغاضى عن اعتذاره تمامًا. وقالت اللجنة أن التوبة الحقيقية تقتضي على كارتر أن يعوض أيًا من الأضرار المتحققة التي تسبب فيها، وطالبت الرئيس الأسبق باتخاذ «أعمال مادية لمعالجة البيانات الخاطئة التي أثارت المشكلات» والتي تقول المجموعات بأنه صرح بها حول الحرب التي شنتها إسرائيل على قطاع غزة. إيرا فورمان، المدير التنفيذي لـ المجلس الديمقراطي الوطني اليهودي الواقع في واشنطن، صرح لقد كان «من النزاهة» أن نتقبل تعليقات كارتر وأن نشجعها.

### المجال الأكاديمي
في عام 1986, لاحظت تشيرلي أيه روبنبيرج أستاذ العلوم السياسية في جامعة فلوريدا الدولية أن اللجنة كانت "مؤسسة أخرى مناصرة لإسرائيل تشكلت بعد عام 1982 لمراقبة وسائل الإعلام... وأضافت أن اللجنة كانت واحدة من بين عدة "مجموعات جديدة" تمثل "اللوبي الإسرائيلي" في ذلك الوقت.
وفي عام 1988, ذكر إدوارد سعيد، ناشط سياسي وأستاذ اللغة الإنجليزية والأدب المقارن في جامعة كولومبيا، أنه لم تجرؤ حتى الحكومة الإسرائيلية على الدخول في جدالات على نفس هذا المستوى من التطرف مثل لجنة متابعة الدقة في تقارير الشرق الأوسط في أمريكا، وأن «من المؤكد أن اللوبي الإسرائيلي لديه وسائل دعائية أفضل من هذا»
روبين شيفرد، مدير العلاقات الدولية في جمعية هنري جاكسون، وصف اللجنة بأنها «واحدة من المؤسسات المرموقة المتعددة التي تراقب اتجاهات [وسائل الإعلام] عن كثب.»
وفي عام 2010، ذكر ريتشارد لانديس، الناشط السياسي وأستاذ التاريخ في جامعة بوسطن أن اللجنة "تهتم باستخدام العقل والنقل مع المصادر" وأن من يرفضون أعمالها "يعتمدون على رفض يتحيز على نفس مستوى التحيز مثل ما يتهمون به الآخرين.

## حملة لجنة متابعة دقة تقارير الشرق الأوسط في أمريكا في ويكيبيديا
في مقالة نشرت في إبريل من عام 2008, كشف الإصدار الإلكتروني المناصر لفلسطين الانتفاضة الإلكترونية عن وجود مجموعات جوجل أنشأتها اللجنة. وكان الهدف المذكور من إنشاء هذه المجموعة هو "مساعدتنا في الحفاظ على المداخل المرتبطة بإسرائيل على الويكيبيديا من أن يفسدها المحررون المعادون لإسرائيل". ولقد تسببت "الانتفاضة الإلكترونية" في "تدشين اللجنة حملة سرية طويلة الأمد للتغلغل داخل موسوعة ويكيبيديا الشهيرة على الإنترنت لإعادة كتابة التاريخ الفلسطيني وتمرير معلومات دعائية خالصة باعتبارها حقائق والسيطرة على الهياكل الإدارية لويكيبيديا لضمان مرور هذه التغييرات دون أن يكشفها أحد أو يعترض عليها". وأجاب أندريا أوبلور، زميل التراث في المنظمة غير الحكومية الإسرائيلية إن جي أو مونيتور، بأن "الانتفاضة الإلكترونية تؤلف قصة.
ولقد تم نشر مقتطفات من رسائل البريد الإلكتروني في عدد يوليو 2008 من مجلة هاربر تحت عنوان «الكاميرا الخفية.» وفي إبريل من عام 2008, لم يؤكد «كبير محللي أبحاث اللجنة» جيليد إني أن الرسائل رسائل أصلية ولكنه أكد أن هناك حملة بريد إلكتروني تقودها اللجنة تلتزم بقواعد ويكيبيديا. وفي أغسطس من عام 2008, جادل إني بأن المقتطفات التي نشرتها مجلة هاربر غير ممثلة للحملة وأن حملة اللجنة «تهدف إلى تشجيع الأفراد على معرفة الموسوعة الإلكترونية والتحرير فيها سعيًا وراء الدقة».
وكانت هناك جماعة من إداريي ويكيبيديا تعتقد اعتقادًا جازمًا أن أحد محرري ويكيبيديا هو جيليد إني ومن ثم تم حظر حساب المستخدم الخاص به نهائيًا. وفي إبريل من عام 2008 رفض جيليد أن يقول أي شيء عما إذا كان هو وراء حساب Gni, وفي مايو من نفس العام أنكر جيليد أن هذا الحساب خاص به. وادعى أندريه أوبولر أن مجموعات مثل «محررو ويكيبيديا من أجل فلسطين» قد تورطوا في ممارسات مشابهة. وأكد المؤسس المشارك في الانتفاضة الإلكترونية علي أبو نعمة أنه لم يكن لمجموعته أن تشجع مطلقًا على حملة بريد إلكتروني مشابهة.
تعليقًا على الحدث، ذكر جيرشوم جورينبرج، من المجلة الليبرالية أمريكان بروسبكت, أن «اللجنة مستعدة لإعفاء نفسها من مطالب الدقة التي ترجو وسائل الإعلام أن تستهدفها. ومثل غيرها ممن يشتركون في الحروب الكلامية، لم تميز اللجنة الفارق بين المناصرة والدقة.» وانتقد جورينبرج اللجنة لإخبارها الأعضاء بعدم مشاركة المعلومات المتعلقة بالحملة مع وسائل الإعلام، وجادل أيضًا أن تعريف «إيني» للدقة «يعني فقط عدم طباعة أي شيء يسبب له الإحراج». وذكر ديفيد سماح، من جيروزيليم بوست, أن «أن اللوبي المعادي لإسرائيل والذي يكره دولتنا قد توحد معًا» ويكره أن يجد جماعات مثل اللجنة تدحض «الدعاية المناهضة لإسرائيل باستخدام حقائق واهية.»
لقد عاقبت إدارة ويكيبيديا خمسة محررين ممن اشتركوا في الحملة والذين كتبوا أن الطبيعة المفتوحة لويكيبيديا «تجعلها غير مؤهلة لإنشاء مجموعة خاصة تعمل على تنسيق الكتابات سرًا».

## وصلات خارجية
- CAMERA Official website.
- “CAMERA: Fighting Distorted Media Coverage of Israel and the Middle East: An Interview with Andrea Levin” نسخة محفوظة 3 يونيو 2017 على موقع واي باك مشين. (Exec. Dir. of CAMERA) at Jerusalem Center for Public Affairs.
- CAMERA at Nuclear Spin (part of SpinWatch, another media watchdog group which identifies itself as “monitoring PR and Spin”).
- The David Project Center for Jewish Leadership Official website.
- FAIR: Region: Middle East Hyperlinked list of items headed CounterSpin, Media Advisory, Activism Update, Extra!
- Online Home of the Project for Excellence in Journalism and the Committee for Concerned Journalists.